# Somatosensibilität
Somatosensibilität bezeichnet die bewusste Wahrnehmung von Körperempfindungen.

## Einteilung

### Allgemeine Somatosensibilität
Die allgemein-somatosensiblen Fasern leiten Körperempfindungen wie:
- Berührung
- Schmerz

### Spezielle Somatosensibilität
Speziell-somatosensible Fasern leiten Signale der Sinneswahrnehmungen:
- Hörsinn
- Gleichgewichtssinn
- Sehsinn